# 電池工業会
一般社団法人電池工業会（でんちこうぎょうかい）は、電池及び電池器具に関する業界団体。旧経済産業省所管。正会員14社、賛助会員95社からなる。1997年（平成9年）に日本乾電池工業会と日本蓄電池工業会が統合し設立された。

## 概要
- 所在：東京都港区芝公園三丁目5番8号 機械振興会館内
- 会長：村尾修
- 副会長：只信一生、長野良
- 専務理事：清水義正

## 事業
- 蓄電池設備整備資格者講習実施委員会：蓄電池設備整備資格者講習を行う。